# Моррилл, Лот Майрик
Лот Майрик Моррилл (англ. Lot Myrick Morrill; 3 мая 1813 — 10 января 1883) — американский политик, 28-й губернатор штата Мэн, 31-й министр финансов США при президенте Улиссе Гранте.

## Биография
Лот Моррилл родился 3 мая 1813 года в Белграде, штат Мэн. В семье Пэсли и Нэнси Морриллов мальчик был одним из 14 детей. Моррилл чисто английского происхождения, его самым ранний известный предок был иммигрантом Абрахамом Морриллом, приехавший в Америку из Англии в 1632 году в рамках Великой пуританской миграции.
В 1831 году Лот поступает в частный колледж Колби. После непродолжительного обучения Моррилл отправляется в нью-йоркский частный колледж на год. После возвращения он возвращается в Мэн, где начинает изучать право в одном из учебных заведений города Рэдфилд. В 1839 году Лот занялся частной юридической практикой.
Будучи членом Республиканской партии, служил в сенате штата Мэн с 1854 по 1856 год и в 1858 году был избран губернатором штата. (Его брат Энсон Моррилл также занимал пост губернатора Мэна). Он пребывал в этой должности до 1861 года, когда был избран в Сенат США вместо Хэннибала Хэмлина.
В 1876 году Моррилл стал 31-м министром финансов США при президенте Улиссе Гранте. На посту министра финансов он выступал за введение золотого стандарта и уменьшение выпуска бумажных денег.
Моррилл умер 10 января 1883 года в Огасте, штат Мэн. Он был похоронен на кладбище Форест-Гроу.